# 全国不登校新聞社
全国不登校新聞社（ぜんこくふとうこうしんぶんしゃ）とは、不登校の専門紙『不登校新聞』を発行していたNPO法人である。1998年設立、2024年解散。

## 概要
日本で唯一、不登校問題を専門とした新聞である『不登校新聞』を月に2回発行していた。
創刊以来『当事者視点』『当事者の声に寄り添う』を紙面編集のポリシーとし、1,100名を超える不登校・ひきこもり当事者経験者の声を掲載してきた。
「子どもの気持ちは子どもに学ぶ」という考えで、不登校、ひきこもり経験者による『子ども若者編集部』を創設。経験者、当事者らによる企画立案、取材、執筆等も行っていた。2017年4月に子ども若者編集部のメンバーは100名を超えた。
一時は活字離れによる部数減で休刊の危機にあったが、紙面内容や業務の改革を進めたり、各種ポータルサイトに記事や論評を提供するなどの施策を行うことで、部数の持ち直しに成功した。
しかし諸般の事情により、2024年6月30日付で全事業を終了し解散した。

## 沿革
1997年8月31日、2学期から学校に行くのをためらったと思われる子どもが焼身自殺。同時期に別の子が「学校が燃えれば学校に行かなくてすむと思った」という理由で学校を放火したという事件を受け、「学校に行くか死ぬかしかないという状況を変えたい」と願った市民らが1998年に「不登校新聞」を創刊した。（HPより引用）
- 1998年 - 団体設立、『不登校新聞』創刊[4]。
- 2004年 - 発行新聞名を『不登校新聞』から『Fonte』へ変更。
- 2012年 - 創刊時6000部あった部数が、活字離れの影響などで820部まで減少。「休刊危機」を訴える。しかし、紙面内容や業務の改革を地道に進めることで部数の持ち直しに成功する[5]。
- 2013年 - 全国10か所で不登校・ひきこもりの講演会を実施。
- 2013年 - オンラインマガジン『不登校新聞』創刊。
- 2015年 -「9月1日の子ども自殺」について文科省で記者会見を行なう。
- 2016年 - 媒体名を『Fonte』から『不登校新聞』に変更。
- 2018年 - 当年度「シチズン・オブ・ザ・イヤー」を受賞
- 2023年 - TikTokとの共催で『不登校生動画選手権』を開催[6]。
- 2024年2月 - 社告にて、不登校新聞の発行を紙版・電子版ともに5月15日号にて停止する旨を発表[7][8]。6月30日を以て法人解散。公式HPも閉鎖[3]。電子版『不登校新聞』と不登校の親のコミュニティ『親コミュ』の事業は他団体に譲渡し存続する。

## 関連書籍
- 不登校新聞社編『この人が語る「不登校」』講談社、2002年1月18日。ISBN 978-4062110839。
  - インタビュー：羽仁未央、大平光代、安住磨奈、辛淑玉、谷川俊太郎、渡辺位、岡本敏子、五味太郎、山口由美子、椎名誠、落合恵子、吉本隆明、立川志の輔、森毅、大槻ケンヂ、ひろさちや、高木仁三郎、大田堯。

- 全国不登校新聞社編『学校に行きたくない君へ』ポプラ社、2018年8月3日。ISBN　978-4-591-15966-8。
  - インタビュー：樹木希林、荒木飛呂彦、柴田元幸、リリー・フランキー、雨宮処凛、西原理恵子、田口トモロヲ、横尾忠則、玄侑宗久、宮本亜門、山田玲司、高山みなみ、辻村深月、羽生善治、押井守、萩尾望都、内田樹、安冨歩、小熊英二、茂木健一郎[9]

- 全国不登校新聞社編『続学校に行きたくない君へ』ポプラ社、2020年7月14日。ISBN 978-4-591-16728-1。
  - インタビュー：中川翔子、ヨシタケシンスケ、りゅうちぇる、立川志の輔、春名風花、あずまきよひこ、R-指定、谷川俊太郎、庵野秀明、宇多丸、田房永子、大槻ケンヂ、みうらじゅん、糸井重里、坂上忍、椎名誠、荻上チキ、対談　北斗晶×石井志昂[10]

以下の二作は、不登校新聞社の社員が編集に携わっている。
- 勝山実『安心ひきこもりライフ』太田出版、2011年7月30日。ISBN 978-4778312589。
- 丸山康彦『不登校・ひきこもりが終わるとき』ライフサポート社、2014年4月10日。ISBN 978-4904084311。